# حمدي مرسي
حمدي مرسي ممثل مصري  بدأ حياته الفنية في منتصف الستينات وهو شقيق الممثل أحمد مرسي (1929 – 1997) وظل يعمل بالفن لمدة أربعون عاماً في أدوارا صغيرة ممثلاً لطائفة العمال والكادحين، كانت آخر أعماله في السينما فيلم «عفريت النهار» للمخرج عادل الأعصر عام 1997.

## أهم أعماله
- فيلم «حنفي الأبهة» للمخرج محمد عبد العزيز عام 1990[6]
- مسلسل «رأفت الهجان ج1» للمخرج يحيى العلمي عام 1988[7]
- فيلم «التوت والنبوت» للمخرج نيازي مصطفى عام 1986[8]
- فيلم «الإنس والجن» للمخرج محمد راضي عام 1985[9]
- فيلم «الرصاصة لا تزال في جيبي» للمخرج حسام الدين مصطفى عام 1974[10]

## وصلات خارجية
- حمدي مرسي على موقع السينما
- حمدي مرسي على موقع دهليز
- حمدي مرسي على موقع أخبار الحياة
- حمدي مرسيعلى موقع كاروهات